# Chremyloides cardaleae
Chremyloides cardaleae är en stekelart som beskrevs av Van Achterberg 1995. Chremyloides cardaleae ingår i släktet Chremyloides och familjen bracksteklar. Inga underarter finns listade i Catalogue of Life.